# Đài Phát thanh – Truyền hình Hậu Giang
Đài Phát thanh – Truyền hình Hậu Giang (tiếng Anh: Hau Giang Radio - Television Station, viết tắt: HGTV) là một đài phát thanh - truyền hình trực thuộc Ủy ban nhân dân tỉnh Hậu Giang. 

## Lịch sử
- Ngày 01/01/2004: Tỉnh mới Hậu Giang chính thức hoạt động theo Nghị quyết của Quốc hội.
- Ngày 18/01/2004: Thủ tướng Chính phủ đến làm việc với Hậu Giang, tại cuộc họp này Thủ tướng Phan Văn Khải cho phép thành lập Đài Phát thanh – Truyền hình Hậu Giang.
- Ngày 23/02/2004: Ủy ban nhân dân Lâm thời tỉnh Hậu Giang ra Quyết định 180/QĐ-UB về việc thành lập Đài Phát thanh – Truyền hình Hậu Giang.
- Ngày 01/04/2004: Chính thức phát sóng FM tần số 89,6 MHz tại Số 213, đường 30/4, thành phố Cần Thơ.
- Ngày 31/03/2005: Chính thức phát hình trên kênh HGTV 56 UHF tại Số 213, đường 30/4, thành phố Cần Thơ.
- Ngày 01/07/2009: Khánh thành giai đoạn 1 Dự án xây dựng Đài Phát thanh – Truyền hình Hậu Giang tại Số 1, đường Tây Sông Hậu (nay là Võ Văn Kiệt), Thành phố Vị Thanh.
- Ngày 15/11/2011: Chính thức phát sóng Phát thanh - Truyền hình tại số 1, đường Võ Văn Kiệt, Thành phố Vị Thanh.
- Ngày 08/11/2011: Đón nhận Huân chương Lao động Hạng Nhì
- Ngày 21/02/2012: Khánh thành Trung tâm Dịch vụ - Quảng cáo tại số 01, đường Võ Văn Kiệt, Thành phố Vị Thanh.
- Giữa năm 2012: Đài phối hợp với Công ty Sen Vàng tổ chức cuộc thi Hoa khôi Đồng bằng sông Cửu Long.
- Ngày 21/10/2013: Đón nhận Huân chương Lao động Hạng Ba.
- Tháng 12/2015: Khởi công xây dựng Trung tâm kỹ thuật Phát thanh - Truyền hình Hậu Giang.
- Ngày 01/11/2016: Khai trương văn phòng đại diện Đài Phát thanh – Truyền hình Hậu Giang tại TP.Cần Thơ và ra mắt ứng dụng xem truyền hình HGTVgo.[1]
- Vào lúc 00h00 ngày 01/01/2017: Đài thực hiện tắt sóng analog, chuyển sang phát sóng truyền hình số mặt đất theo lộ trình số hóa truyền hình Việt Nam của Chính phủ.
- Vào lúc 00h00 ngày 2/9/2021: Phát sóng kênh HGTV theo chuẩn HD (1080i)

## Giám đốc qua các thời kỳ
Từ khi thành lập đến nay, Đài Phát thanh – Truyền hình Hậu Giang đã trải qua 3 đời Giám đốc:
- Nguyễn Văn Tuấn (2004 - 2014)
- Trần Anh Dũng (2014 - 2020)
- Nguyễn Thế Triều (2020 - nay)

## Lãnh đạo hiện nay
- Giám đốc: Nguyễn Thế Triều [2]
- Phó Giám đốc: Lê Hoàng Vinh
- Phó Giám đốc: Thái Hoàng Hinh

## Hạ tầng phát sóng

### Sóng phát thanh
Phát sóng truyền thanh trên tần số FM 89,6 MHz. Máy phát thanh FM 5KW, trụ ăngten cao 102 m. Đến tháng 6 năm 2022 đài đã nâng cấp máy phát thanh FM 10KW nâng cao vùng phủ sóng.
Phủ sóng tỉnh Hậu Giang, một phần thành phố Cần Thơ và các tỉnh Sóc Trăng, Bạc Liêu, Kiên Giang…

### Sóng truyền hình
Hệ thống truyền hình số mặt đất: 
- Kênh 34, tần số 578 MHz.

Hệ thống truyền hình cáp:
- Cáp số SCTV: Kênh 76, tần số 850 MHz - phát trên mạng truyền hình cáp toàn quốc.
- Cáp SCTV: Tần số 367.25 MHz - phát trên mạng truyền hình các tỉnh: Hậu Giang, Cần Thơ, Đồng Tháp, An Giang, Sóc Trăng, Bạc Liêu, Trà Vinh.
- Cáp số VTVCab: Kênh 283, tần số 842 MHz - phát trên mạng truyền hình cáp toàn quốc.
- Cáp số VTVCab: Tần số 200,25 MHz - phát trên mạng truyền hình cáp: Cần Thơ, Hậu Giang.
- Cáp số HTVC: Kênh 139, tần số 546 MHz - phát trên mạng truyền hình cáp: Thành phố Hồ Chí Minh.
- Cáp số DVB-T2: Kênh 269, tần số 842 MHz - phát triển mạng truyền hình cáp: Thừa Thiên Huế.
- Truyền hình vệ tinh K+[4]: Kênh 141.
- Phát sóng quảng bá miễn phí trên vệ tinh Vinasat-2 (từ ngày 5/10/2017)
- Truyền hình FPT: Kênh 146
- MyTV - VNPT: Kênh 951
- Xem truyền hình trên nền Internet có các hạ tầng: FPT Play, SCTV online, App MyTV, K+, Clip TV, ViettelTV, VTVgo, VTVCab ON, VieON, Haugiangtivi, HTVC và Yến Nhi Online.
- Kỹ thuật số
  - SDTV: HD (1080i)
  - HDTV: HD (1080p)

## Nhạc Hiệu và lời Xướng
Đầu buổi phát sóng mỗi ngày trên các kênh phát thanh của Đài đều có phát một đoạn nhạc không lời gọi là "nhạc hiệu" của Đài cùng một câu giới thiệu tên gọi và vị trí của Đài được gọi là "lời xướng" do các phát thanh viên gồm một nam và một nữ lần lượt đọc. Nhạc hiệu của Đài là bài "Tầm Vu" của nhạc sỹ Quốc Hương, được dùng từ khi thành lập Đài cho đến nay.
Đài hiệu từ năm 2004-nay.
| “ | Đây là Đài Phát thanh và Truyền hình Hậu Giang. Tiếng nói của đảng bộ, chính quyền và nhân dân Hậu Giang. Phát trên sóng FM tần số 89,6 MHz | ” |

 Buổi phát sóng thời sự nhạc hiệu và lời xướng sẽ khác đi một chút vẫn là do các phát thanh viên gồm một nam và một nữ lần lượt đọc.
| “ | Chương trình thời sự, đài Phát thanh và Truyền hình Hậu Giang | ” |